# Автострахование
Автострахование (также - моторное страхование) — вид страховой защиты, который призван защищать имущественные интересы застрахованных, связанные с затратами на восстановление транспортного средства после аварии, поломки или покупку нового автомобиля после угона или хищения, возмещением ущерба, нанесённого третьим лицам при эксплуатации автомобиля.
В Российской Федерации наиболее популярными видами автострахования являются ОСАГО и каско. ОСАГО имеет большее распространение, хотя каско со временем приобретает всё большую популярность.

## История
Широкое использование автомобиля в городах началось после Первой мировой войны. Автомобили были относительно быстрыми и небезопасными на этом этапе, однако нигде в мире ещё не было обязательной формы автострахования. Это означало, что пострадавшие редко получали какую-либо компенсацию в случае аварии, и водители часто сталкивались со значительными расходами за ущерб, нанесённый их автомобилю и имуществу.
В СССР перед началом всесоюзного автопробега 1925 года по маршруту Ленинград - Тифлис - Москва Госстрах СССР впервые организовал страхование участвовавших в нём водителей и автомобильного транспорта (поскольку этот автопробег предусматривал длительную эксплуатацию автомашин в сложных условиях). Это был первый случай автострахования в истории СССР.
Система обязательного страхования автомобилей была впервые введена в Великобритании в соответствии с законом о дорожном движении 1930 года. Это гарантировало, что все владельцы транспортных средств и водители должны были застраховать свою ответственность за причинение травм или смерти третьим лицам, когда их транспортное средство использовалось на дорогах общего пользования. Германия приняла аналогичный закон в 1939 году.

## Виды автострахования

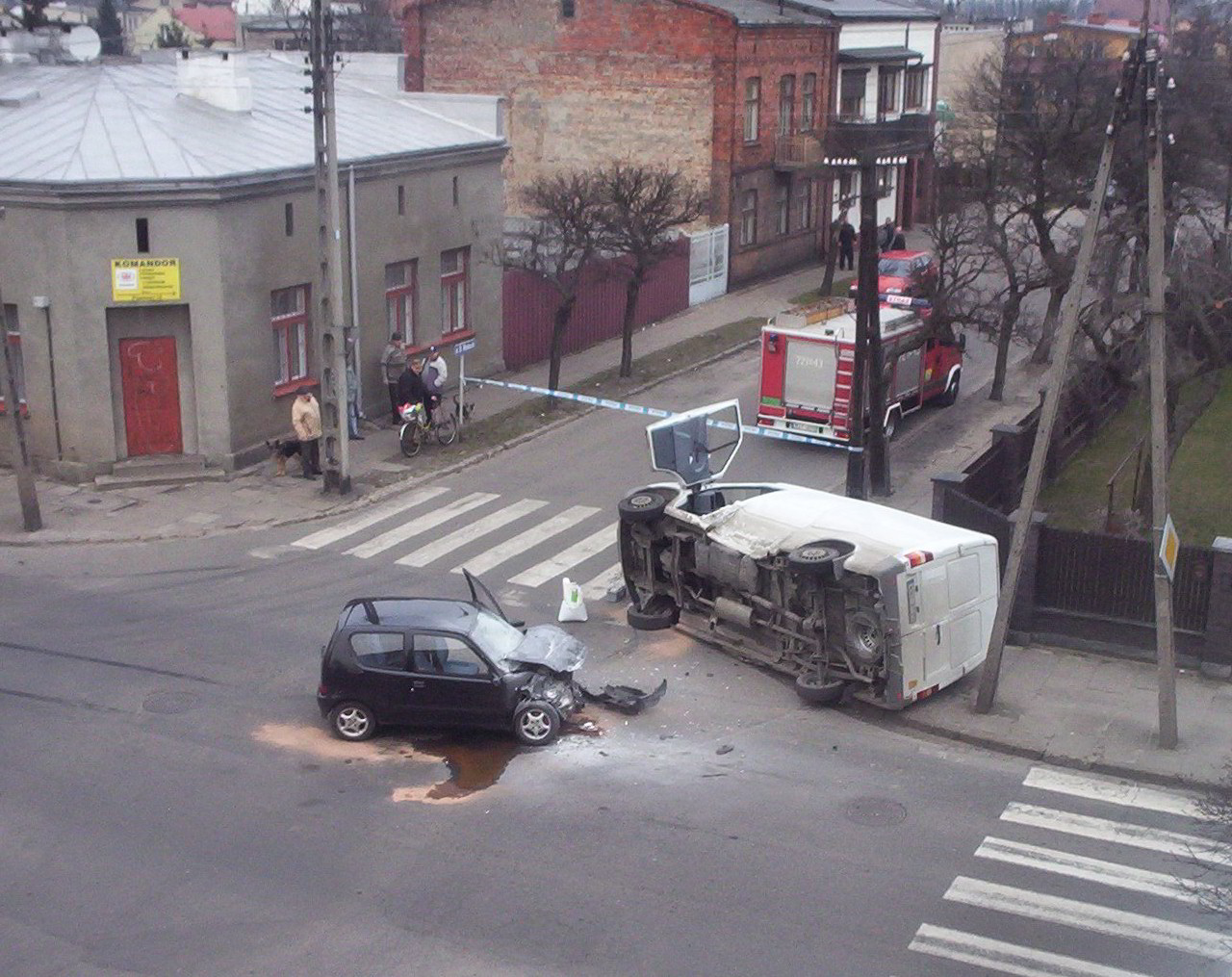
Пострадавшие машины и ответственность их владельцев - объект автострахования

В зависимости от специфики страховой защиты и рисков, которые покрывает страховка, различают:
- Страхование автомобиля от угонa и ущерба (каско);
- Добровольное страхование автогражданской ответственности;
- Обязательное страхование автогражданской ответственности;
- Страхование от механических и электрических поломок;
- Страхование водителей и пассажиров от несчастного случая;
- Страхование автогражданской ответственности выезжающих за рубеж (Зелёная карта).

### Страхование автомобиля от угона и ущерба (каско или автокаско)
Такой вид страхования обеспечивает защиту транспортного средства от рисков угона или в случае нанесения ущерба автомобилю в результате ДТП, действий третьих лиц или вследствие стихийных бедствий. В страховые риски, как правило, включаются: ДТП, угон, хищение, повреждение третьими лицами, пожар, взрыв транспортного средства, стихийные бедствия (удар молнии, буря, шторм, ураган, ливень, град, землетрясение, селевые оползни, обвал, сдвиг, паводок, наводнение), нападение животных, падение на автомобиль предметов и др.

### Страхование автогражданской ответственности
Объектом страхования выступает ущерб, который владелец застрахованного транспортного средства может причинить третьим лицам или их имуществу в процессе использования автомобиля. Этот вид страхования может быть обязательным (ОСАГО) или добровольным.

### Страхование от механических и электрических поломок
Обычно эта услуга включена в заводскую гарантию, но если гарантия не была предоставлена производителем или уже истекла, можно заключить договор страхования от поломок. Включает в себя ремонт автомобиля и устранение механических и электрических поломок после окончания действия заводской гарантии. В случае выхода из строя любого автокомпонента, страховая компания оплатит замену этой детали и ремонт.

### Страхование водителей и пассажиров от несчастного случая
Объект страхования — ущерб, который может быть причинен жизни и здоровью водителя или пассажиров застрахованного транспортного средства при наступлении ДТП.

### Страхование автогражданской ответственности выезжающих за рубеж
При выезде за границу для владельцев транспортных средств оформляется международный полис страхования автогражданской ответственности Зелёная карта (англ. Green Card).
Объектом страхования по полису Зелёная карта являются имущественные интересы владельца и водителя транспортного средства, связанные с их обязанностью возместить убытки, причинённые водителем третьим лицам в результате наступления страхового случая при зарубежных поездках в странах - членах соглашения «Зеленая карта».